# Jeff Danna
Jeff Danna (Burlington, 1964) is een Canadees filmcomponist.
Danna begon op jonge leeftijd met piano spelen maar verruilde het instrument in voor een gitaar. Hij is de jongere broer van Mychael Danna waarmee hij zijn carrière begon als filmcomponist. Zijn bekende soundtracks zijn Resident Evil: Apocalypse en Silent Hill. Hij speelde ook gitaar op de soundtrack Life of Pi, dat gecomponeerd is door zijn broer. Danna ontving samen met zijn broer vier Emmy Award-nominatie voor de televisieseries Camelot (1x), Tyrant (2x) en Alias Grace (1x).

## Filmografie
- 1989: Cold Comfort (met Mychael Danna)
- 1990: Still Life (met Mychael Danna)
- 1991: The Big Slice (met Mychael Danna)
- 1998: At Sachem Farm
- 1999: The Boondock Saints
- 2000: New Blood
- 2001: Green Dragon (met Mychael Danna)
- 2001: Criss Cross
- 2001: O
- 2001: Reversal
- 2002: Easter
- 2003: Kart Racer
- 2003: The Visual Bible: The Gospel of John
- 2003: Spinning Boris
- 2004: Resident Evil: Apocalypse
- 2005: Tideland
- 2005: Ripley Under Groud
- 2006: Silent Hill (met Akira Yamaoka)
- 2007: Fracture (met Mychael Danna)
- 2007: Disney Princess Enchanted Tales: Follow Your Dreams
- 2007: Closing the Ring
- 2008: Finn on the Fly
- 2008: Lakeview Terrace
- 2009: The Cry of the Owl
- 2009: The Imaginarium of Doctor Parnassus (met Mychael Danna)
- 2009: Formosa Betrayed
- 2009: Leaves of Grass
- 2009: The Boondock Saint II: All Saints Day
- 2010: The Last Rites of Ransom Pride
- 2010: Repeaters
- 2010: Sophie
- 2011: The Convinder
- 2011: Arena
- 2012: The Expatriate
- 2012: Silent Hill: Revelation 3D (met Akira Yamaoka)
- 2013: The Colony
- 2014: Bad Country
- 2014: Shock Value
- 2015: Anesthesia
- 2015: The Good Dinosaur (met Mychael Danna)
- 2016: Storks (met Mychael Danna)
- 2016: Billy Lynn's Long Halftime Walk (met Mychael Danna)
- 2017: The Breadwinner (met Mychael Danna)
- 2019: The Addams Family (met Mychael Danna)
- 2020: Onward (met Mychael Danna)

## Overige producties

### Televisiefilms
- 1998: My Own Country
- 2000: Baby
- 2002: The Matthew Shepard Story (met Mychael Danna)
- 2003: Mafia Doctor
- 2003: Miss Spider's Sunny Patch Kids
- 2003: A Wrinkle in Time
- 2003: Ice Bound

### Televisieseries
- 1991: Sweating Bullets (1991 - 1993)
- 1993: Kung: The Legend Continues (1993 - 1997)
- 1997: Beverly Hills, 90210 (1997 - 1998)
- 2004: Miss Spider's Sunny Patch Friends (2004 -2008)
- 2005: The Zula Patrol (2005 - 2007)
- 2010: Babar and the Adventures of Badou (2010 - 2011)
- 2011: Camelot (met Mychael Danna)
- 2012: Continuum (2012 - 2014)
- 2014: Tyrant (2014 - 2016, met Mychael Danna)
- 2017: Alias Grace (met Mychael Danna)
- 2019: 3Below: Tales of Arcadia

## Prijzen en nomionaties

### Emmy Awards
| Jaar | Titel       | Categorie                                                                                            | Uitslag     |
| ---- | ----------- | --- | ----------- |
| 2011 | Camelot     | Beste titelmuziek                                                                                    | Genomineerd |
| 2015 | Tyrant      | Beste compositie voor een televisieserie (originele dramatische achtergrondmuziek), voor afl."Pilot" | Genomineerd |
| 2015 | Tyrant      | Beste titelmuziek                                                                                    | Genomineerd |
| 2018 | Alias Grace | Beste compositie voor een miniserie, film of special (originele dramatische muziek), afl. "Part 1"   | Genomineerd |